# Zbrodnia w Czerwonogrodzie
Zbrodnia w Czerwonogrodzie – atak oddziałów Ukraińskiej Powstańczej Armii (UPA) pod dowództwem Petra Chamczuka „Bystrego” na wieś Czerwonogród, położoną w dawnym powiecie zaleszczyckim województwa tarnopolskiego. W wyniku ataku przeprowadzonego w nocy z 2 na 3 lutego 1945 roku, zginęło 49-60 Polaków, 28 zostało rannych.

## Przed zbrodnią
Z powodu dogodnych warunków do obrony już podczas okupacji niemieckiej Czerwonogród stał się siedzibą polskiej samoobrony, która trzykrotnie odparła ataki bojówek ukraińskich. Obrona była oparta o murowane budynki młyna, zamku, kościoła i Domu Ludowego, który stanowił główny punkt oporu.
Po włączeniu obszaru do Związku Radzieckiego samoobrona przekształciła się w tzw. batalion niszczycielski (IB), który liczył około 100 żołnierzy. Obroną kierował kierownik szkoły, były akowiec Bronisław Stachurski. W Czerwonogrodzie na noc chronili się mieszkańcy sąsiednich wsi – Nyrkowa, Nagórzan i innych, łącznie z miejscowymi około 1500 osób.
W styczniu 1945 roku Ukraińcy wystosowali wobec dowództwa samoobrony ultimatum - zażądano od nich opuszczenia Czerwonogrodu wraz z miejscową ludnością. Skłoniło to Polaków do wzmożenia przygotowań do obrony, wprowadzono system wart i patroli.

## Atak UPA

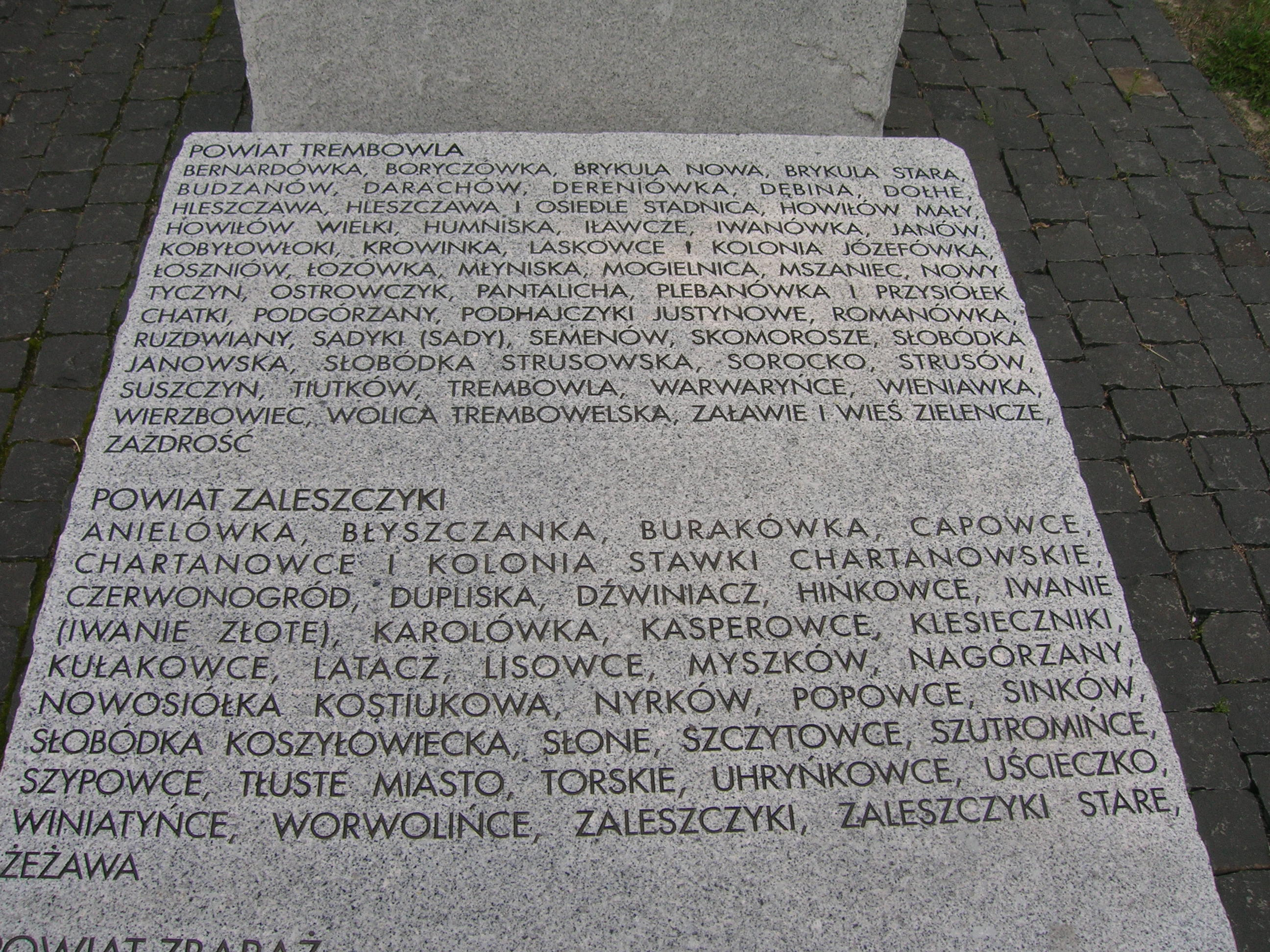
Tablica Pomnika ofiar zbrodni dokonanej na obywatelach polskich przez OUN-UPA wymieniająca Czerwonogród

2 lutego 1945 roku około godziny 22. sotnie UPA „Siri Wowky” i „Czernomorci” pod osobistym dowództwem kurinnego Petra Chamczuka „Bystrego” zaatakowały Czerwonogród. Upowcy w białych, maskujących ubraniach wdzierali się do domów i zabijali napotkane osoby bez względu na płeć i wiek. Podpalano drewniane zabudowania. Polska ludność ewakuowała się do ustalonych miejsc schronienia (młyn, zamek, kościół i Dom Ludowy), gdzie była broniona przez żołnierzy IB.
Czota „Burłaki” z sotni „Siri Wowky” zdołała zdobyć zamek, jednak zgromadzona tam ludność pod osłoną IB została ewakuowana do kościoła. Po zdobyciu zamku próbowała schronić się w nim 4-osobowa rodzina Romachów, w wyniku czego została pojmana i przy użyciu tortur zamordowana.
Obrońcy Domu Ludowego zabarykadowali drzwi i okna na parterze i z góry razili napastników strzałami z broni palnej i granatami.
Według wspomnień zgromadzonych przez Stowarzyszenie Upamiętnienia Ofiar Zbrodni Ukraińskich Nacjonalistów we Wrocławiu, podczas ataku UPA zajęła także klasztor szarytek w Nyrkowie. Zamordowane tam zostały siostry Henryka Bronikowska i Klara Linowska. W schowku pod ołtarzem uratowała się s. Władysława z dwoma kobietami i dwojgiem dzieci.  W Czerwonogrodzie w wyniku ataku serca zmarł proboszcz miejscowej parafii, ks. kanonik Szczepan Jurasz, ukrywający się w skalnej grocie.
Nad ranem sotnie UPA wycofały się. Według dokumentów UPA napastnicy mieli dwóch zabitych i 4 rannych. Według wspomnień świadków w walce zginęło 7 obrońców. Ciężko ranny został m.in. Bronisław Stachurski (zmarł w maju 1945). Grzegorz Motyka podaje, że w sumie zabito 49 Polaków, Grzegorz Hryciuk – 55, Ryszard Kotarba – co najmniej 60. Według Henryka Komańskiego i Szczepana Siekierki 14 ofiar pochodziło z Nyrkowa.
Ofiary zbrodni pochowano obok kościoła w dole do gaszenia wapna, bez udziału księdza. Ocaleni Polacy ewakuowali się do Tłustego i Zaleszczyk, rannych odwieziono do szpitali w Horodence i Tłustem.

## Upamiętnienie
Pomordowanych z Czerwonogrodu i Nyrkowa upamiętnia tablica w kościele w Lubszy ufundowana w 1975 roku.
W połowie lat 90. grupa Polaków postawiła w miejscu zbiorowej mogiły w Czerwonogrodzie metalowy krzyż z napisem po polsku i ukraińsku: „Pamięci tych, co zginęli 2 lutego 1945 r. Niech odpoczywają w pokoju”.  22 października 2000 roku na mogile wzniesiono pomnik z czerwonego kamienia.